# Darinka Pavletič Lorenčak
Darinka Pavletič-Lorenčak, slovenska slikarka, * 30. december 1924, Rečica ob Paki, † 19. november 2010, Celje.

## Življenje

### Otroštvo
Darinka Pavletič-Lorenčak se je Ivanu Pavletiču iz Mirna pri Gorici in Ani Pavletič (roj. Podberšič) iz Vrtojbe kot četrti otrok rodila 30. decembra 1924 v Rečici ob Paki. Leta 1927 sta se starša, Primorca, naselila na Polzeli na Žagi; mati je delala v tovarni nogavic, oče pa je čevljaril, slikal, rezljal, prepeval, se ukvarjal z amaterskim gledališčem. Darinkini spomini na otroštvo razkrijejo, kaj je bilo tako usodno, da se je čez leta zapisala likovni umetnosti. Takole je zapisala v svojih spominih: 
"Tedaj je bilo moje zanimanje za očetovo, čeprav amatersko delo, le radovednost. Še zdaleč nisem pomislila, da bi tudi sama kaj podobnega počela. V šoli se namreč pri tem predmetu nisem nikoli posebno izkazala. Bilo je že v petem razredu, ko se je zgodilo. Nadučitelj Polanc, ki je bil obenem tudi vedno učitelj petega razreda, se je ustavil pred mojo klopjo. Dolgo je opazoval risbo, narisano z navadnimi barvnimi svinčniki. Še danes vem. Bil je šopek cvetja v vazi. Ko je tako molče stal za mojim hrbtom, mi je postalo nerodno in odložila sem barvice. 'To si pa dobro narisala.' Bilo je vse, kar mi je rekel, a šele mnogo let kasneje sem se zavedela, da so bile te besede usodne za mojo kasnejšo odločitev. Od tega dne dalje sem porabila vsak košček papirja, ki se je slučajno znašel pri hiši."
Po končani osnovni šoli na Polzeli je Darinka Pavletič-Lorenčak nadaljevala šolanje na gimnaziji v Celju - tedaj je to bila nižja gimnazija ali zadnji štirje razredi sedanje osemletke - in tam so jo risanja učili znani celjski slikarji: Miroslav Modic, Albert Sirk in Cvetko Ščuka. A pot do ljubljanjske akademije je bila še dolga - otroštvo je prekinila druga svetovna vojna.

### Vojna in izgnanstvo
Darinko Pavletič-Lorenčak so z mamo odpeljali v Maribor v meljsko kasarno. Kmalu so se jima pridružili še oče in brata, vse skupaj pa so v začetku julija 1941 z železniškim transportom izgnali v Srbijo. Najprej so pristali v Aranđelovcu, ker je bil zbirni center, od tam pa so jih transportirali proti Ćupriji, Jagodini in Paraćinu. Njihovo družino so takoj napotili v Paraćin, kjer so preživeli vsa štiri leta vojne, Darinka vmes tudi dve leti v Domu izbegličke dece v Vrnjački Banji. Ko je bila leta 1944 Srbija že osvobojena, se je vrnila v Paraćin, kjer je končala gimnazijo in tudi maturirala. A vojna je terjala svoje žrtve - na bojišču sta padla oba slikarkina brata (dva sta sicer umrla že takoj po svojem rojstvu), tako da je staršema ostala le Darinka. 
Iz tega obdobja izvira močan vir motivov, ki so značilni za njeno likovno ustvarjanje - motivi otrok in motivi starih ljudi. Otroci so povezani s slikarkinim otroštvom; gre za refleksijo in nenehno vračanje spomina v nepozabno izkustvo. Pri starih ljudeh pa gre za refleksijo odnosa do staršev, očeta in mame. Zanimivo pa je, da so vojne grozote v delih Darinke Pavletič-Lorenčak malokrat neposredno izražene. Oljno sliko Dediščina vojnih grozot iz leta 1961 je umetnica poklonila slovenjegraškemu Umetnostnemu paviljonu, ki je bil pokrovitelj prve razstave Mir in prijateljstvo pod okriljem UNESCA.

### Študijska leta
V izgnanstvu ni bilo pravih priložnosti za slikanje. Darinka je lahko risala le doma, in to na vseh površinah, ki so ji prišle prav - od okenskega stekla do raznih koščkov papirja. Ko je konec poletja 1945 prispela domov, je v njej že dozorela odločitev, da bo odšla v Ljubljano na sprejemni izpit na Akademijo za likovno umetnost v Ljubljani, z veliko željo, da postane slikarstvo njen poklic, njena izbira, njena svoboda. Takoj ji ni uspelo, saj je bilo preveč kandidatov in akademija ni mogla sprejeti vseh. Upanje ji je vlil profesor Boris Kalin, ki ji je predlagal, naj se vrne prihodnje leto.
Ko je minilo leto - medtem je bila na Polzeli mami pomagala v gospodinjstvu - je Darinka Pavletič-Lorenčak ponovno odšla v Ljubljano in uspešno opravila sprejemni izpit v družbi z Marlenko Stupica, Tinco Stegovec, Rožo Piščanec, Jožetom Ciuho, Bogdanom Borčićem, Marjanom Dovjakom, Leonom Koporcem, Janezom Vidicem in drugimi.
Večerni akt je študirala pri prof. Francetu Miheliču, grafiko pri vodilnem slovenskem portretistu prof. Božidarju Jakcu, slikarstvo pa pri prof. Antonu Gojmirju Kosu, pri katerem je leta 1950 diplomirala.
V času študija je dvakrat tedensko hodila k Akademskemu pevskemu zboru, kjer je spoznala prijateljico, katere oče, gradbenik, je veliko sodeloval z Jožetom Plečnikom. Tako je lahko vélikega arhitekta tudi osebno spoznala. Darinka Pavletič-Lorenčak je pogosto pela tudi na akademiji med delom v skupini, zato si je med kolegi prislužila vzdevek Harfa.

### Služba
Svojo karierno pot je slikarka Pavletič-Lorenčak začela kot profesorica likovnega pouka na I. gimnaziji v Celju. Prvih osem let je umetnica poučevala na gimanziji, zatem pa na II. osnovni šoli Celje. Pri pouku je iskala novosti, nove tehnike in z vsem, kar je vedela, seznanjala mlade, da bi vsak lahko našel nekaj zase. Zavzemala se je, da bi v šoli več pozornosti namenjali likovni vzgoji. Otroke iz nižjih razredov je vključevala v likovni krožek in tako odkrila marsikateri talent. O njenem uspešnem pedagoškem delu pričajo številni članki strokovnih časopisov in poročila z razstav, na katerih so mladi pod njenim mentorstvom prejemali priznanja in nagrade. Tako je na primer pisalo v časopisu Tovariš:
"Profesorica likovne vzgoje akademska slikarka Darinka Pavletič-Lorenčak uči na celjski II. osnovni šoli. Marsikak uspeh je dosegla z lastnimi deli, še več pa z vzgojo otrok. Skupina 10 učencev iz njenih razredov je nedavno dobila nagrade za sodelovanje na razstavi otroških risb v Moskvi, posebno pa se je odlikovala Vera Bradač iz 7. razreda, katere risba je bila izmed 77 tisoč ocenjena za najboljšo in izbrana za plakat razstave ..."
Poleg tega je leta 1966 na pobudo iz Novega Sada sprejela projekt, v katerem je osem let spremljala psihološki razvoj otrok glede likovnega dojemanja.

### Družina
Že na akademiji je Darinka spoznala Milana Lorenčaka, s katerim sta se leta 1950 poročila. Nekaj časa sta se vozila iz Lemberga pri Šmarju, kraja, iz katerega so izhajali Lorenčakovi. Ko je zanosila, so jima dovolili stanovati kar v risalnem kabinetu na gimnaziji. Decembra 1950 je rodila sina Primoža in tedaj je mlada družina dobila stanovanje v današnji Brodarjevi ulici v Celju, kjer je slikarka živela do svoje smrti. Leta 1953 se jima je rodila še hči Alenka.

## Delo

### Slike in grafike
|  |  |  |
|  |  |  |
|  |  |  |

### Razstave
Darinka Pavletič-Lorenčak je v svoji umetniški karieri izvedla preko 60 samostojnih slikarskih razstav in svoja dela razstavljala na več kot 90 skupinskih razstavah v Sloveniji in v državah nekdanje Jugoslavije.

### Pesmi
Slikarka je leta 2002 izdala pesniško zbirko z naslovom Navadne pesmi.

## Priznanja
- 1966: Posebno priznanje za pedagoško delo strokovne žirije Svetovne razstave otroških likovnih del, ki je potekala pod okriljem Akademije umetnosti ZSSR v Moskvi
- 1968: Posebno priznanje za pedagoško delo na Mednarodni razstavi otroških likovnih del v New Delhiju
- 1970: Zlata značka, Društvo prijateljev mladine Slovenije, Ljubljana
- 1970: Nagrada Slavka Šlandra, Celje
- 1974: Prešernova nagrada za ilustracijo mladinskih književnih del Kulturne skupnosti občine Celje
- 1974: Priznanje Zlato pero Beograd, Beograd
- 2005: Častna meščanka Mestne občine Celje
- 2010: Častna občanka Občine Polzela